# Holland Királyság

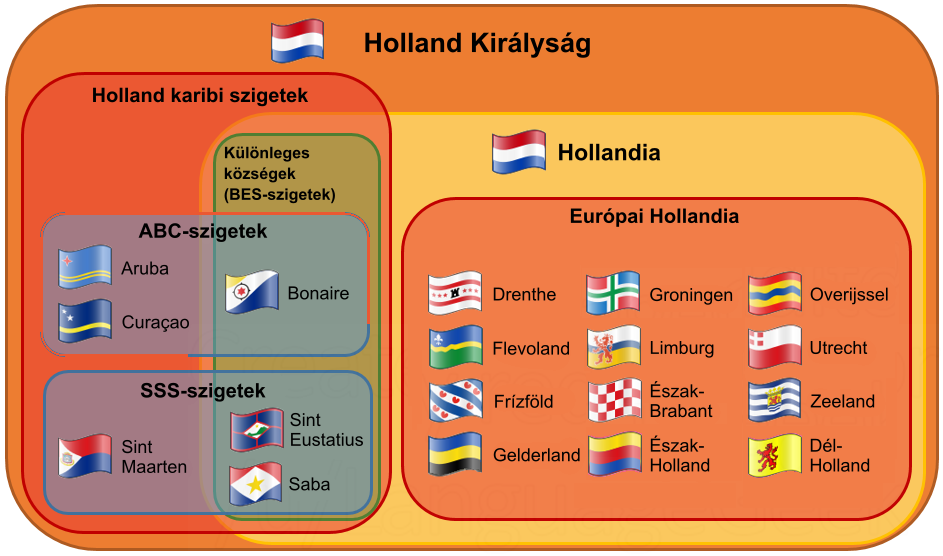
A Holland Királyság államjogi szerkezete 2010-től

A Holland Királyság (Koninkrijk der Nederlanden) szuverén állam, amely az európai kontinensen elterülő Hollandiából és néhány karibi szigetből áll. Az állam elvileg egyenjogú országai Hollandia, Aruba, Curaçao és Sint Maarten. További három karibi sziget, Bonaire, Sint Eustatius és Saba különleges községként részei Hollandiának és csak azon keresztül a Holland Királyságnak. Ez a bonyolult szerkezetet a különböző karibi szigetek lakossága közötti hagyományos, történelmi ellentétek miatt hozták létre 2010-ben. Korábban az egykori holland gyarmat karibi szigetek Holland Antillák néven alkottak autonóm területet.

## Történelme

### Létrejötte
1810 és 1813 között Hollandia az Első Francia Császárság része volt. Napóleonnak a lipcsei csatában elszenvedett döntő veresége után, 1813. november 15-én a francia csapatok Amszterdamból Utrechtbe vonultak ki, Hágaban pedig egy három holland politikusból álló ideiglenes testület november 17-én kiáltványt adott ki az ország függetlenségéről és az Oránia–Nassaui-ház – amely korábban Hollandia uralkodó hercegeit adta – visszatéréséről a hatalomba. November 30-án VI. Vilmos oránia–nassaui herceg Hollandiába érkezett, és december 2-án „a bölcs alkotmány garanciája” mellett elfogadta az uralkodói szerepet.
Kezdetben ez a proklamáció csak az úgynevezett Észak-Hollandiára vonatkozott. Vilmos és támogatója, Gijsbert Karel van Hogendorp holland politikus szélesebb királyságra törekedett. Birodalmához akarták csatolni Németalföld déli részét (a mai Belgiumot) és Luxemburgot is. A britek támogatták a herceg ambícióit, de a döntés a többi nagyhatalomtól is függött. 1814. június 21-én a szövetségesek beleegyeztek Németalföld ilyen egyesítésébe. 1814. augusztus 1-jén Vilmos elfogadta a „Dél-Hollandia” feletti szuverenitást is. 1815. március 16-án az uralkodó felvette a holland királyi címet; létrejött a Holland Királyság.

### Belgium elszakadása
1830-ban Belgium a győztes belga szabadságharc eredményeképpen kivált a Holland Királyságból. Luxemburg része 1890-ig perszonálunióban maradt Hollandiával.

### Gyarmatbirodalom
A Holland Királyságnak számos gyarmata volt a világ különböző részein, így Holland Kelet-India, Suriname, a karibi Curaçao és függőségei (Holland Antillák), valamint Nyugat-Afrika egyes kis területei (1872-ig). 
1922-ben az alkotmányból töröltek minden utalást a gyarmatokra, és ettől kezdve „tengerentúli régióknak” nevezték ezeket.

### A második világháború után

A 2010-től érvényes alkotmányos szerkezet egy másik ábrán

1945 után felgyorsult a gyarmatok felszabadításának a folyamata. Az Egyesült Nemzetek Szervezete és az Amerikai Egyesült Államok nyomására Hollandia kénytelen volt függetlenséget adni Indonéziának. Csak Holland-Új-Guinea (Új-Guinea szigetének nyugati fele, Nyugat-Iriánnak is nevezték) maradt a királyság része 1962-ig.
1954-ben alkotmányos változtatások révén Suriname és a Holland Antillák autonómiát kapott.
1962-ben Holland-Új-Guinea ENSZ-védnökség alá került, majd 1963-tól Indonézia része lett. 
1975-ben Suriname kikiáltotta önállóságát. 1986-ban Aruba elhagyta a Holland Antillákat és külön státuszt kapott a Holland Királyságon belül. 2010 október 10-én Curaçao és Sint Maarten is megkapta ezt a státuszt. Bonaire, Sint Eustatius és Saba szigetei pedig közvetlenül Hollandia részei lettek különleges községként.

## Fordítás
- Ez a szócikk részben vagy egészben  a   Koninkrijk der Nederlanden című holland Wikipédia-szócikk ezen változatának fordításán alapul.  Az eredeti cikk szerkesztőit annak laptörténete sorolja fel. Ez a jelzés csupán a megfogalmazás eredetét és a szerzői jogokat jelzi, nem szolgál a cikkben szereplő információk forrásmegjelöléseként.